# Пустоая
Пустоая (рум. Pustoaia) — село у повіті Ботошані в Румунії. Входить до складу комуни Вирфу-Кимпулуй.
Село розташоване на відстані 382 км на північ від Бухареста, 29 км на північний захід від Ботошань, 124 км на північний захід від Ясс.